# Álvaro Domínguez (Fußballspieler, 1989)
Álvaro Domínguez Soto (* 16. Mai 1989 in Madrid) ist ein ehemaliger spanischer Fußballspieler.

## Karriere

### Verein
Domínguez spielte von 1999 bis 2001 zwei Jahre in der Jugend von Real Madrid. Nach Durchlaufen der verschiedenen Jugendabteilungen von Atlético Madrid debütierte er am 22. Oktober 2008 in der Startelf beim Champions-League-Gruppenspiel gegen den FC Liverpool (1:1). Sein Ligadebüt gab er am folgenden Spieltag beim 4:4 im Spiel gegen den FC Villarreal. Domínguez absolvierte in dieser Saison noch zwei weitere Ligaeinsätze für Atlético, kam aber vorwiegend in der zweiten Mannschaft zum Einsatz. Am 16. November 2009 unterschrieb er einen bis zum Jahr 2013 laufenden Profivertrag bei Atlético. In der Saison 2009/10 war er Stammspieler. Mit dem Verein gewann er in der Saison 2009/10 und der Spielzeit 2011/12 die Europa League.
In der Sommerpause 2012 verpflichtete Borussia Mönchengladbach Domínguez mit einer Vertragslaufzeit bis Juni 2017 als Nachfolger des zum FC Bayern München gewechselten Dante. Sein Bundesligadebüt gab er am 1. September 2012 (2. Spieltag) beim 0:0 im Auswärtsspiel bei Fortuna Düsseldorf. Sein erstes Bundesligator erzielte er am 26. September 2012 (5. Spieltag) in der 90. Minute und sicherte der Borussia das 2:2 im Heimspiel gegen den Hamburger SV.
Am 6. Dezember 2016 beendete er im Alter von 27 Jahren wegen anhaltender Rückenbeschwerden seine Karriere als Sportinvalide. Nach seinem Rücktritt erhob er schwere Vorwürfe gegen Borussia Mönchengladbach: Die medizinische Abteilung habe ihn falsch behandelt und die sportliche Leitung trotz seiner Beschwerden auf Spieleinsätze gedrängt. Sportdirektor Max Eberl widersprach den Vorwürfen.

### Nationalmannschaft
2009 nahm er mit der spanischen Auswahl an der U-20-WM teil. Dabei kam er im letzten Gruppenspiel gegen Venezuela (3:0) zum Einsatz. Mit der U-21-Nationalmannschaft wurde er 2011 Europameister.
Am 26. Mai 2012 absolvierte er gegen die Auswahl Serbiens sein erstes A-Länderspiel für Spanien. Für die Europameisterschaft 2012 in Polen und der Ukraine berief ihn Nationaltrainer Vicente del Bosque in den vorläufigen, jedoch nicht in den endgültigen EM-Kader. Wegen seines Alters wurde er jedoch für die Olympischen Spiele 2012 in London nominiert, bei denen die spanische Auswahl jedoch ohne Torerfolg als Gruppenletzter ausschied.

## Erfolge
Atlético Madrid
- UEFA-Europa-League-Sieger: 2010, 2012
- UEFA-Super-Cup-Sieger: 2010

Nationalmannschaft
- U-21-Europameister: 2011